# Antonio Sabato (piłkarz)
Antonio Sabato (ur. 9 stycznia 1958 w Novara di Sicilia) – włoski piłkarz, występujący podczas kariery na pozycji pomocnika.

## Kariera klubowa
Karierę piłkarską Antonio Sabato rozpoczął w Interze Mediolan, którego jest wychowankiem w 1976 roku. W Serie A zadebiutował 7 listopada 1976 w przegrnym 0-1 meczu z Torino FC. Nie mogąc się przebić do pierwszego składu Interu na początku sezonu 1977/78 zdecydował się na wypożyczenie do trzecioligowego Forlì. W latach 1977–1982 był kolejno wypożyczany do Forlì, drugoligowego Sambenedettese i pierwszoligowego Catanzaro.
W 1982 powrócił do Interu, w którym występował do 1985. Ostatni raz w barwach czarno-niebieskich wystąpił 26 czerwca 1985 w zremisowanym 1-1 meczu półfinału Pucharu Włoch z Milanem. W Interze rozegrał 122 spotkania (83 w lidze, 23 w europejskich pucharach i 18 w Pucharze Włoch) oraz strzelił 7 bramek (3 w lidze, 2 w europejskich pucharach oraz 2 w Pucharze Włoch). W 1985 Sabato przeszedł do Torino FC. W klubie z Turynu występował przez 4 lata.
W 1989 roku został zawodnikiem Ascoli Calcio. Z Ascoli najpierw spadł z Serie A, by roku do niej powrócić. W trakcie sezonu 1991/92 nie mogąc przebić się do składu Ascoli odszedł do trzecioligowej Alessandrii, w której w 1994 zakończył piłkarską karierę. Ogółem w latach 1976–1990 w Serie A rozegrał 284 spotkań, w których zdobył 14 bramek.
| Sezon   | Klub                       | Kraj   | Rozgrywki | Mecze | Bramki |
| ------- | -------------------------- | ------ | --------- | ----- | ------ |
| 1976/77 | Inter Mediolan             | Włochy | Serie A   | 1     | 0      |
| 1977/78 | Inter Mediolan             | Włochy | Serie A   | 0     | 0      |
| 1977/78 | Forlì FC                   | Włochy | Serie C   | 27    | 1      |
| 1978/79 | Forlì FC                   | Włochy | Serie C1  | 31    | 2      |
| 1979/80 | SS Sambenedettese Calcio   | Włochy | Serie B   | 16    | 0      |
| 1980/81 | US Catanzaro               | Włochy | Serie A   | 28    | 2      |
| 1981/82 | US Catanzaro               | Włochy | Serie A   | 30    | 4      |
| 1982/83 | Inter Mediolan             | Włochy | Serie A   | 22    | 0      |
| 1983/84 | Inter Mediolan             | Włochy | Serie A   | 29    | 2      |
| 1984/85 | Inter Mediolan             | Włochy | Serie A   | 29    | 1      |
| 1985/86 | Torino FC                  | Włochy | Serie A   | 28    | 3      |
| 1986/87 | Torino FC                  | Włochy | Serie A   | 26    | 1      |
| 1987/88 | Torino FC                  | Włochy | Serie A   | 27    | 0      |
| 1988/89 | Torino FC                  | Włochy | Serie A   | 33    | 0      |
| 1989/90 | Ascoli Calcio              | Włochy | Serie A   | 30    | 1      |
| 1990/91 | Ascoli Calcio              | Włochy | Serie B   | 30    | 2      |
| 1991/92 | Ascoli Calcio              | Włochy | Serie A   | 0     | 0      |
| 1991/92 | US Alessandria Calcio 1912 | Włochy | Serie C1  | 20    | 0      |
| 1992/93 | US Alessandria Calcio 1912 | Włochy | Serie C1  | 30    | 0      |
| 1993/94 | US Alessandria Calcio 1912 | Włochy | Serie C1  | 29    | 0      |

## Kariera reprezentacyjna
Antonio Sabato w reprezentacji Włoch zadebiutował 3 marca 1984 w wygranym 2-1 towarzyskim meczu z Turcją. Ostatni raz w reprezentacji wystąpił 3 listopada 1984 w zremisowanym 1-1 towarzyskim meczu ze Szwajcarią. Ogółem w reprezentacji wystąpił w czterech meczach. W 1984 roku pojechał na Igrzyska Olimpijskie, na których Włochy zajęły czwarte miejsce. Na turnieju w Los Angeles wystąpił w czterech meczach z USA, Kostaryką, Chile i Brazylią.
| Mecze i gole w reprezentacji | Mecze i gole w reprezentacji | Mecze i gole w reprezentacji | Mecze i gole w reprezentacji | Mecze i gole w reprezentacji | Mecze i gole w reprezentacji | Mecze i gole w reprezentacji |
| #                            | Data                         | Miasto                       | Przeciwnik                   | Gol                          | Wynik                        | Rozgrywki                    |
| ---------------------------- | ---------------------------- | ---------------------------- | ---------------------------- | ---------------------------- | ---------------------------- | ---------------------------- |
| 1.                           | 03.03.1984                   | Stambuł                      | Turcja                       |                              | 2:1                          | towarzyski                   |
| 2.                           | 26.05.1984                   | Toronto                      | Kanada                       |                              | 2:0                          | towarzyski                   |
| 3.                           | 30.05.1984                   | Nowy Jork                    | Stany Zjednoczone            |                              | 0:0                          | towarzyski                   |
| 4.                           | 03.11.1984                   | Lozanna                      | Szwajcaria                   |                              | 1:1                          | towarzyski                   |